# Pointe de Nantaux
Pointe de Nantaux – szczyt w Préalpes de Savoie, części Alp Zachodnich. Leży we wschodniej Francji w regionie Rodan-Alpy. Należy do Massif du Chablais.